# みなみのかんむり座
みなみのかんむり座（）は、現代の88星座の1つで、プトレマイオスの48星座の1つ。北天にあるかんむり座 (Corona Borealis) と同じく、冠をモチーフとしている。いて座の南側という南天の深いところに位置しているため、日本を含む北半球の中緯度からは南の地平線近くでしか見ることができない。

## 主な天体
ε星からいて座との境界線に沿って広がる星間分子雲「みなみのかんむり座分子雲 (英: Corona Australis Molecular Cloud)」は、太陽系から最も近くにある星形成領域である。

### 恒星
2023年7月現在、国際天文学連合 (IAU) によって1個の恒星に固有名が認証されている。
- α星：太陽系から約120 光年の距離にある、見かけの明るさ4.087 等、スペクトル型A2Va のA型主系列星で、4等星[5]。この星座で最も明るく見える。かんむり座α星のアルフェッカ（Alphekka) に倣って「南のアルフェッカ」を意味する Alphekka Meridiana という通称で知られていた[9]。2017年9月、IAUの恒星の命名に関するワーキンググループ (WGSN) によって「メリディアナ[10] (Meridiana[8])」という固有名が認証された[8]。
- β星：太陽系から約438 光年の距離にある、見かけの明るさ4.095 等、スペクトル型K0II/IIICNIbの巨星で、4等星[11]。α星よりわずかに暗く見えるが、絶対等級では遥かに明るい[12]。
- みなみのかんむり座R星：太陽系から約408 光年の距離にある、前主系列星の12等星[13]。中心核での核融合で生じるエネルギーで輝き始める主系列星の前段階にある「ハービッグAe/Be型星」と考えられている[13]。2019年には、この星の周囲を公転する赤色矮星を検出したとする研究結果が発表されている[14]。

### 星団・星雲・銀河
天の南極に近いためメシエ天体こそないものの、2つの天体がパトリック・ムーアがアマチュア天文家の観測対象に相応しい星団・星雲・銀河を選んだ「コールドウェルカタログ」に選ばれている
- NGC 6729：γ星とε星の間に位置する散光星雲。コールドウェルカタログの68番に選ばれている[15]。
- NGC 6541：太陽系から約2万2800 光年の距離にある球状星団[16]。1826年3月19日にパレルモ天文台のニコロ・カチャトーレによって発見された[17]。コールドウェルカタログの78番に選ばれている[15]。
- コロネット星団：太陽系から約550 光年の距離にある[18]、みなみのかんむり座分子雲の中に位置する若い星の集団[19]。中でもよく知られたR星の名を取って R CrA cluster とも呼ばれる[18]。「コロネット (coronet)」は、「小さな冠」という意味の言葉で、1984年にこの星団を発見した Taylor らによって命名された[19]。

- チリ アタカマ砂漠にあるヨーロッパ南天天文台ラ・シヤ天文台のMPG/ESO 2.2m望遠鏡の広視野イメージャ (Wide Field Imager, WFI) によって撮影された散光星雲NGC 6729（中央）と周辺の星雲。この画像は、赤・緑・青それぞれのフィルターを通して撮影された12枚の写真を組み合わせて製作された。
- ハッブル宇宙望遠鏡 (HST) の広視野惑星カメラ2 (WFPC2) が捉えた散光星雲NGC 6729。
- HST の広視野カメラ3 (WFC3) が捉えた球状星団NGC 6541。
- アメリカ航空宇宙局 (NASA) のX線宇宙望遠鏡「チャンドラ」が捉えたコロネット星団（英語版）。

## 由来と歴史
みなみのかんむり座の星々は、古代ギリシアでは花環と見なされ、いて座の一部であるとされてきた。たとえば紀元前3世紀前半の古代ギリシアのアラートスは詩編『ファイノメナ (古希: Φαινόμενα)』の中で「いて座の前脚の下にある星のサークレット」としている。また、紀元前3世紀後半のエラトステネースも天文書『カタステリスモイ (古希: Καταστερισμοί)』のいて座の項目の中で「（いて座の）脚の下にある7つの星」と著している。紀元前1世紀頃の古代ローマのガイウス・ユリウス・ヒュギーヌスも著書『Poeticon astronomicon』で「脚の先には輪をなすいくつかの星があり、「これはいて座の花環で、遊んでいる最中に脱げ落ちたものだ」と言う者もいる」「ケンタウルスの花環は7つの星で構成される」と述べている。
この輪を成す星群を独立した1つの星座として扱った最古の記録は、紀元前1世紀頃のギリシャの数学者ゲミノスの『天文学序説(古希: Εἰσαγωγὴ εἰς τὰ Φαινόμενα)』とされる。ゲミノスは、この星座に「南の冠」という意味の Νότιος στέφανος (Notios stephanos) という名称を付けた。2世紀にアレクサンドリアで活動した天文学者クラウディオス・プトレマイオスは、天文書『ヘー・メガレー・スュンタクスィス・テース・アストロノミアース (古希: ἡ Μεγάλη Σύνταξις τῆς Ἀστρονομίας)』、いわゆる『アルマゲスト』の中で、この星座に Στέφανος νότιος (Stephanos notios) とゲミノスとは語順を逆にした名称を付け、13個の星があるとした。
ドイツの法律家ヨハン・バイエルは、1603年に刊行した全天星図『ウラノメトリア (Uranometria)』の中で、みなみのかんむり座の星に対してギリシア文字の小文字のαからνまで13個の符号、いわゆるバイエル符号を付した。しかしバイエルが振った符号は、18世紀フランスの天文学者ニコラ＝ルイ・ド・ラカイユによって全て振り直された。ラカイユは、1756年に出版されたフランス科学アカデミーの1752年版紀要に寄稿した南天の星表と星図の中で、バイエルがみなみのかんむり座に付したバイエル符号を廃して、ギリシア文字のαからθとκ・λの10文字を新たに振り直した。そのため、バイエルがみなみのかんむり座の星に付したギリシア文字符号の中で現行のものと一致しているものは1つもない。また、バイエルがみなみのかんむり座のα星とした恒星は、ラカイユによってぼうえんきょう座のα星とされた。19世紀後半には、アメリカの天文学者ベンジャミン・グールドによって μ が追加されている。
古代ローマの古くからある星座だが、星座名は21世紀に至るまで定まらなかった。バイエルの『ウラノメトリア』では、ラテン語で「南の冠」という意味の Corona_Meridionaliss という名称が使われた。ドイツの天文学者ヤコブス・バルチウスの1624年刊行の天文書『Usus astronomicus planisphaerii stellati』では、CORONA vel Corolla Australis vel Meridionalis と、「南」と「冠」それぞれに複数の表記が紹介された。イギリスの天文学者エドモンド・ハリーは、1678年刊行の星図で Corona auſtralis という表記を用いた。ラカイユの1763年刊行の天文書『Coelum australe stelliferum』やドイツの天文学者ヨハン・ボーデの1801年刊行の『ウラノグラフィア』ではハリーと同様の Corona Australis という表記が使われたが、グールドの1879年刊行の星表『Uranometria Argentina』では Colona Austrina という表記が使われた。
1922年5月にローマで開催されたIAUの設立総会で現行の88星座が定められた際にそのうちの1つとして選定され、星座名は Corona Australis、略称は CrAと定められた。しかし、10年後の1932年に4文字の略称を定めた際に名称がCorona Austrinaとされたため、両方の表記が使われるようになった。1955年に4文字の略称が廃止された際にもこの混乱は是正されず、2008年になってようやく Corona Australis に統一された。

### 中国
ドイツ人宣教師イグナーツ・ケーグラー（戴進賢）らが編纂し、清朝乾隆帝治世の1752年に完成・奏進された星表『欽定儀象考成』では、みなみのかんむり座の η1・ζ・δ・β・α・γ・ε・HD 175362・κ・θ の10星が、二十八宿の北方玄武七宿の第一宿「斗宿」の「すっぽん」を表す星官「鼈」に配されていた。

## 呼称と方言
日本語の学術用語としては「みなみのかんむり」と定められている。
日本では、1874年（明治7年）に文部省より出版された関藤成緒の天文書『星学捷径』で「南方ノ王冠」という名前で紹介されている。1910年（明治43年）2月刊行の日本天文学会の会報『天文月報』第2巻11号に掲載された「星座名」という記事では「南冠」とされていた。この訳名は、1925年（大正14年）に初版が刊行された『理科年表』にも「南冠（みなみのかんむり）」として引き継がれた。戦後の1952年（昭和27年）7月に日本天文学会が「星座名はひらがなまたはカタカナで表記する」とした際に、Corona Australis の日本語名は「みなみのかんむり」と定められた。これ以降は「みなみのかんむり」という表記が継続して用いられている。なお、1974年に刊行された旧文部省の『学術用語集天文学編』、および1994年に刊行された『学術用語集天文学編（増訂版）』では星座名は「みなみのかんむり」を採用しているが、ラテン語の学名は「Corona Austrina」が採用されている。
現代の中国では、南冕座（南冕座）と呼ばれている。